# Steinklepp
Steinklepp is naast Lærdalsøyri en Tønjum een van de drie dorpjes in de gemeente Lærdal in Noorwegen. Ongeveer vijf kilometer ten zuiden van Steinklepp ligt het gehuchtje Borgund, waar een van de bekendste staafkerken van Noorwegen staat.